# 米迪亞 (賓夕法尼亞州)
米迪亞（英語：Media）是位於美國賓夕法尼亞州的一座市鎮，是德拉瓦縣的縣治，人口約5,600人。

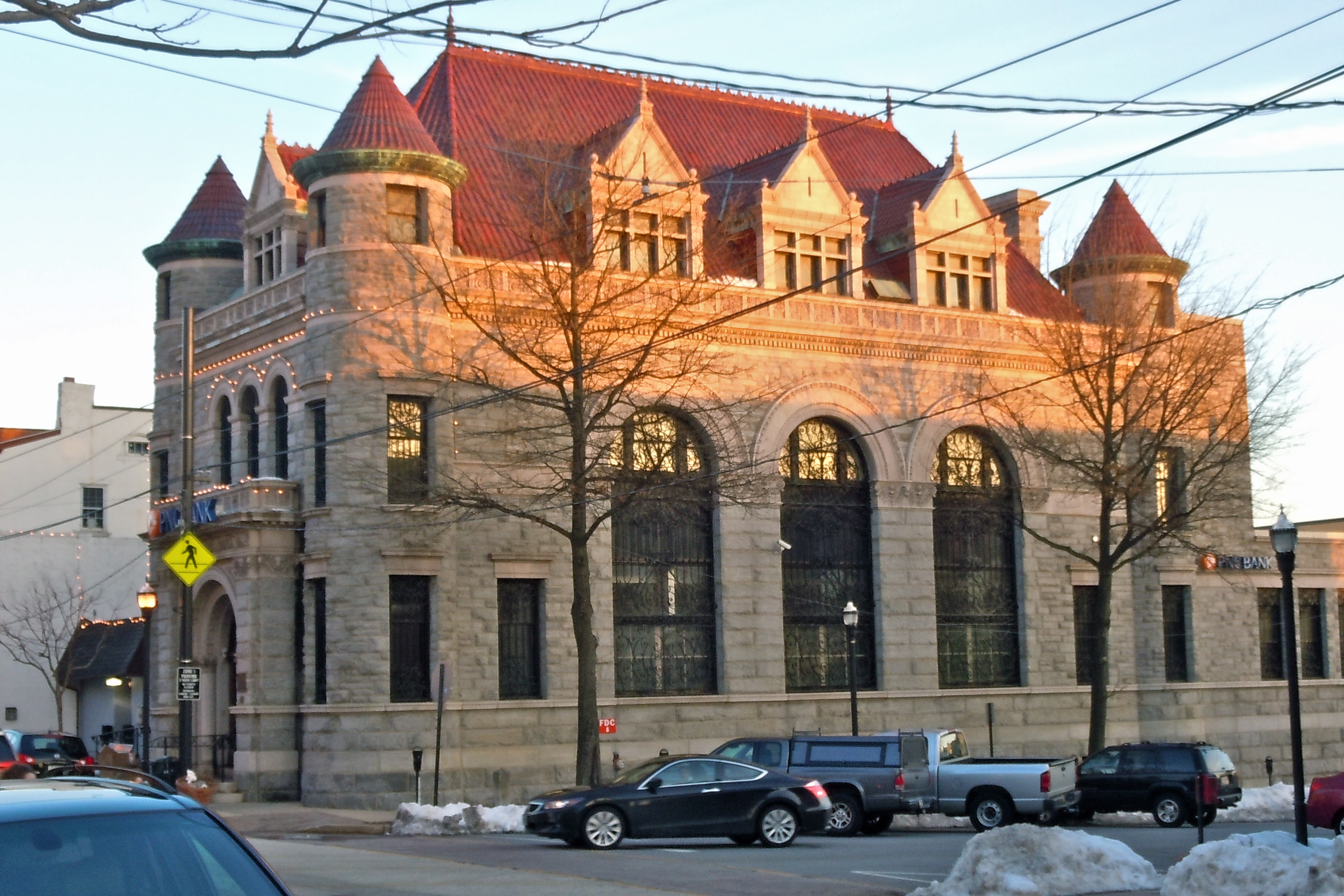